# شهرستان رینتری
شهرستان رینتری (انگلیسی: Raintree County) فیلمی در ژانر درام به کارگردانی ادوارد دمیتریک است که در سال ۱۹۵۷ منتشر شد.

## بازیگران
- مونتگومری کلیفت
- الیزابت تیلور
- اوا ماری سنت
- لی ماروین
- راد تیلور
- نایجل پاتریک
- اگنس مورهد
- والتر آبل
- تام دریک
- دی‌فارست کلی
- جیمز گریفیث